# Église d'Irlande
Ne doit pas être confondu avec Église catholique en Irlande.
L'Église d'Irlande (en irlandais : Eaglais na hÉireann ; en anglais : Church of Ireland) est une communauté religieuse autonome de la communion anglicane, dont le rayon d'action touche la république d'Irlande et l'Irlande du Nord. Comme les autres Églises anglicanes, elle s'affirme « catholique » et « réformée ».
Quand l'Église d'Angleterre rompt avec le pape et l'Église catholique romaine, l'Église d'Irlande évolue également, sur le plan dogmatique et théologique, vers la Réforme, tout en conservant son statut juridique et ses possessions. Ainsi, l'Église, dans ses cathédrales et ses églises, conserve largement l'héritage des constructions médiévales de l'île. La nouvelle Église indépendante n'est cependant pas suivie par la majorité de la population ; l'Église catholique conserve le soutien de la plus grande partie des habitants, et ce jusqu'à aujourd'hui. En dépit de son caractère minoritaire, cependant, l'Église d'Irlande conserve le statut de religion d'État jusqu'au désétablissement de 1869, quand Gladstone abolit l'Acte (loi) d'établissement. Le nombre d'églises est tombé brusquement au cours du XXe siècle, particulièrement en république d'Irlande, après l'indépendance ; le dernier recensement de la République montre un exemple rare de résistance à la crise de la foi.
Aujourd'hui, l'Église d'Irlande est, après l'Église catholique, la deuxième plus importante de l'île d'Irlande. C'est également la plus importante Église protestante de la république d'Irlande et le deuxième plus importante d'Irlande du Nord, après l'Église presbytérienne irlandaise. Elle est gouvernée par un synode général du clergé et des laïcs et organisée en douze diocèses. Elle a à sa tête l'archevêque d'Armagh, qui porte le titre de primat de toute l'Irlande. L'archevêque actuel est John McDowell depuis 2020 ; l'autre archevêque est celui de Dublin, Michael Jackson.

## Histoire
L'Église d'Irlande tire ses origines des missions de saint Patrick.
Institution centrée sur les monastères, la première Église celtique d'Irlande avait son calendrier et ses usages, mais jouait un rôle important dans l'Église d'Occident, demeurant en communion avec Rome. En 1166, fondant son action sur la bulle papale Laudabiliter, qui, affirmait-il, lui octroyait l'autorité sur l'Irlande, Henri II d'Angleterre passa en Irlande et, en 1171, se proclama seigneur d'Irlande.
En 1536, Henri VIII fut placé par le Parlement d'Irlande à la tête de l'Église d'Irlande. Quand l'Église d'Angleterre évolua vers le protestantisme sous Édouard VI, l'Église d'Irlande le suivit. Seuls deux des évêques irlandais acceptèrent l'accord religieux élisabéthain, ce qui eut pour conséquence de maintenir la continuité apostolique de l'Église d'Irlande, distincte de l'Église d'Angleterre ; les doutes furent levés par la consécration de Matthew Parker comme archevêque de Cantorbéry. Cependant, l'Église catholique contestait cette situation, parce que la nature sacrificielle de la prêtrise était abandonné par l'Église d'Irlande, avec l'accord élisabéthain, ce qui, à leurs yeux, brisait la continuité apostolique l'Église anglicane d'Irlande.
L'Église établie en Irlande connut une période de doctrine calviniste plus radicale qu'en Angleterre. James Ussher (plus tard archevêque d'Armagh) rédigea les « articles irlandais », adoptés en 1615. En 1634, la Convocation irlandaise adopta les Trente-neuf articles anglais, à côté des articles irlandais. Après la Restauration de 1660, il semble que les 39 articles aient obtenu la préséance et soient devenus la doctrine officielle de l'Église d'Irlande, encore après le desétablissement.
L'Église réformée d'Irlande entreprend la première publication de la Bible en irlandais. La première traduction irlandaise du Nouveau Testament est due à Nicholas Walsh, évêque d'Osraige, qui travailla dessus jusqu'à sa mort prématurée en 1585. L'ouvrage fut poursuivi par John Kearny, son assistant, et le Dr Nehemiah Donellan, archevêque de Tuam, et finalement achevé par William O'Domhnuill (William Daniell, archevêque de Tuam, successeur de Donellan). Leur travail fut imprimé en 1602. Le travail de traduction de l'Ancien Testament fut entrepris par William Bedel (1571-1642), évêque de Kilmore, qui acheva sa traduction sous le règne de Charles Ier, bien qu'elle ne fût pas publiée avant 1680 (dans une version révisée par Narcissus Marsh, archevêque de Dublin). William Bedell avait entrepris une traduction du Livre de prière commune en 1606. Une traduction irlandaise révisée du livre de prière de 1662 fut effectuée par John Richardson (1664-1747) et publiée en 1712.
Cependant, le délai dans la diffusion d'une Bible et d'une liturgie en langue vernaculaire auprès de la majorité de la population avait creusé le fossé entre la minorité d'expression anglaise, qui adhérait plutôt à l'Église réformée ou au presbytérianisme et une majorité d'expression irlandaise, qui demeurait fidèle à la liturgie en latin de l'Église catholique.
De même qu'avant la Réforme, plusieurs hommes d'Église d'Irlande siégeaient comme lords spirituels à la Chambre des lords irlandaise, avec les dispositions de l'Acte d'Union de 1800, un archevêque et trois évêques étaient choisis par rotation pour siéger comme lords spirituels à la Chambre des lords unifiée du Royaume-Uni de Grande-Bretagne et d'Irlande, à Westminster, où ils rejoignent deux archevêques (ceux de Cantorbéry et d'York) et 24 évêques de l'Église d'Angleterre.
En 1833, le gouvernement britannique proposa la « Mesure de l'Église d'Irlande », réduisant les 22 archevêques et évêques qui appartenaient à la minorité anglicane en Irlande à un total de 12 en amalgamant les sièges et en employant les revenus ainsi économisés à l'usage des paroisses. Cette réforme provoqua le mouvement d'Oxford, dit mouvement tractarien et eut des répercussions plus larges sur la communion anglicane.
En tant qu'Église officielle établie, l'Église d'Irlande bénéficiait partiellement des dîmes imposées à l'ensemble des Irlandais, indépendamment du fait qu'elle ne comptait qu'une minorité de la population parmi ses adhérents. Cette situation fut la source d'un vif ressentiment qui éclatait de temps en temps, comme lors de la « guerre de la dîme » de 1831-1836. L'Acte de désétablissement de l'Église d'Irlande de 1869 (qui entra en application en 1871) mit fin au soutien dont elle bénéficia auprès de l'État et à l'autorité parlementaire sur sa gouvernance. Aussi furent prises des dispositions, en 1870 afin de créer son propre gouvernement (le Synode général) et sa gestion financière (assurée par le Corps représentatif de l'Église). Avec le désétablissement, les dîmes furent abolies et la représentation de l'Église à la Chambre des lords cessa.
Comme d'autres Églises irlandaises, elle ne fut pas divisée lors de la partition de l'Irlande en 1920 et son gouvernement continue de toucher l'ensemble de l'île.

## L'Église aujourd'hui

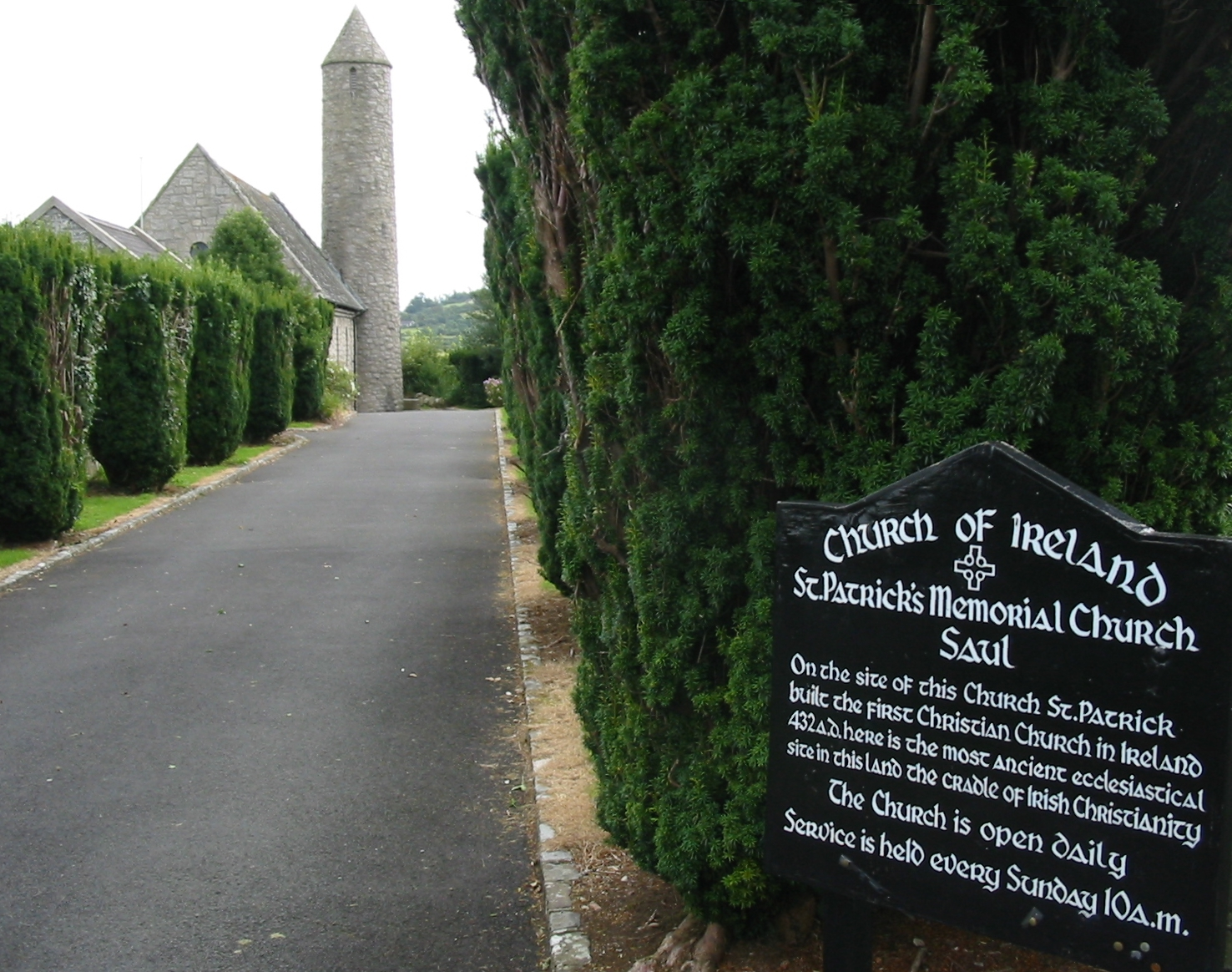
Église de Saul, une réplique moderne de l'une des premières églises, avec une tour ronde, a été bâtie sous les lieux où la tradition veut qu'ait été bâtie la première église de Saint Patrick en Irlande.

L'Église d'Irlande contemporaine, bien qu'elle ait un certain nombre de paroisses relevant de la Haute Église (souvent décrites comme anglo-catholiques), est généralement proche de la Basse Église, à la dernière place du spectre du monde anglican. Historiquement, il y avait peu de différence avec les paroisses caractéristiques d'autres provinces anglicanes, bien qu'un nombre de Hautes Églises nettement libérales ou de paroisses évangélique se soient développées durant les dernières décennies. Ce fut la seconde province de la communion anglicane, après l'Église anglicane de Nouvelle-Zélande (1857), à adopter, lors de son désétablissement de 1871, un gouvernement synodal et l'une des premières provinces à ordonner des femmes à la prêtrise, en 1991. L'Église d'Irlande est également membre de la communion de Porvoo.
L'Église maintient une structure traditionnelle datant de la période précédant la Réforme, un système de paroisses géographiques organisées en diocèses, au nombre de douze, ayant chacun à leur tête un évêque et répartis en deux provinces ecclésiastiques gouvernées par deux archevêques : la province de Dublin regroupant cinq diocèses méridionaux, et la province d'Armagh avec les sept diocèses septentrionaux.
Les archevêques de Dublin et d'Armagh reçoivent le titre, pour le premier, de Primat d'Irlande, pour le second, de Primat de toute l'Irlande, ce qui souligne la primauté de l'archevêque d'Armagh. Bien qu'il dispose d'une autorité absolue relativement faible, l'archevêque d'Armagh est considéré comme le chef général et le porte-parole de l'Église.
Le droit canon et la politique de l'Église sont décidés par le synode général de l'Église et les changements de politique doivent être décidés par la Chambre des évêques et la Chambre des représentants (clergé et laïcs). Les changements importants, par exemple la décision d'ordonner des femmes prêtres, doivent être prises à la majorité des deux tiers. Tandis que les votes de la Chambre des représentants sont toujours publics, longtemps par ordres, la Chambre des évêques tendait à voter à huis clos, arrivant à une décision avant que les sujets ne soient évoqués devant le Synode. Cette pratique n'a pas été respectée qu'une fois, quand, en 1999, la Chambre des évêques a voté unanimement et en public pour approuver les efforts de l'archevêque d'Armagh, du diocèse d'Armagh et du Comité permanent du Synode général de l'Église d'Irlande dans leur tentative pour résoudre la crise de l'Église de l'Ascension à Drumcree, près de Portadown.
L'Église d'Irlande a connu un déclin important durant le XXe siècle, en Irlande du Nord, où vivent 75 % de ses membres, et en république d'Irlande. Cependant, de récents recensements montrent une remontée inattendue du nombre de croyants au sein de l'Église, la première de l'ensemble du siècle. Ceci s'explique largement par le grand nombre d'immigrants anglicans qui passent en Irlande, en particulier d'anciennes colonies d'Afrique ; mais plusieurs paroisses, spécialement dans les quartiers de classe moyenne des grandes villes, verraient la conversion d'un certain nombre de catholiques. Il semblerait également que des clercs originellement ordonnés par l'Église catholique auraient rejoint les rangs de l'Église d'Irlande
L'Église dispose de deux cathédrales à Dublin : à l'intérieur des murs de la vieille ville avec la Christ Church, le siège de l'archevêque et, juste à l'extérieur de la vieille ville, Saint-Patrick, que l'Église considère comme une cathédrale nationale de l'Irlande. Elle gère un séminaire, le collège théologique de l'Église d'Irlande, dans la périphérie de Dublin.

## Anglicans irlandais
Membres de l'Église d'Irlande :
- Samuel Beckett, dramaturge et prix Nobel de littérature
- Heidi Bedell, conseillère du Parti vert. Mariée à Trevor Sargent et cousine du bassiste de U2, Adam Clayton
- George Berkeley, philosophe
- Edmund Burke, homme d'État et philosophe
- Roger Casement, chef républicain irlandais
- Erskine Hamilton Childers, quatrième président de l'Irlande
- Hazel Blair, mère du premier ministre britannique, Tony Blair. Elle est née dans l'ancienne ville côtière de Ballyshannon, Donegal, en 1923 (deux ans après la partition)
- Cecil Day-Lewis, poète
- Robert Emmet, chef républicain irlandais
- George Fitzmaurice, écrivain
- Henry Grattan, défenseur de l'indépendance parlementaire irlandaise
- Douglas Hyde, premier président de l'Irlande
- Clive Staples Lewis chercheur né à Belfast, auteur du Monde de Narnia (anglican élevé dans l'Église d'Irlande, devenu athée, puis converti à l'anglicanisme de l'Église d'Angleterre ; son bon ami Tolkien était déçu qu'il ne soit pas converti au catholicisme)
- Van Morrison, chanteur né à Belfast
- James Molyneaux chef du Parti unioniste d'Ulster (1979-1995), siégeant à la Chambre des lords avec le titre de Baron Molyneaux de Killead.
- Terence O'Neill, premier ministre d'Irlande du Nord
- Charles Stewart Parnell, chef nationaliste irlandais
- Trevor Sargent, ancien chef du Parti vert et prêtre
- Richard Brinsley Sheridan, dramaturge
- Edith Somerville, écrivain
- Bram Stoker, de Clontarf au nord de Dublin, créateur de Dracula
- Jonathan Swift, écrivain et doyen de la cathédrale Saint-Patrick de Dublin
- Theobald Wolfe Tone, révolutionnaire du XVIIIe siècle
- James Ussher, chercheur, archevêque d'Armagh
- Oscar Wilde, écrivain, converti au catholicisme sur son lit de mort.
- William Butler Yeats, poète et prix Nobel de littérature

## Sources
- Stephen Neill, Anglicanism, Harmondsworth 1965